# Dispio brachychaeta
Dispio brachychaeta är en ringmaskart som beskrevs av Blake 1983. Dispio brachychaeta ingår i släktet Dispio och familjen Spionidae. Inga underarter finns listade i Catalogue of Life.